# Ivan Antonovič Efremov
Ivan Antonovič Efremov (Vyrica, 22 aprile 1908 – Leningrado, 5 ottobre 1972) è stato un paleontologo e scrittore di fantascienza russo. A lui si deve l'ideazione e definizione della tafonomia, la scienza dei fossili.

## Biografia

### Gli anni giovanili
Ivan Antonovič Efremov (talora traslitterato come Yefremov), in russo Ива́н Анто́нович Ефре́мов, nacque a Vyrica, cittadina del Gatčinskij rajon una sessantina di km a sud di San Pietroburgo, il 22 aprile 1908 dal commerciante di legnami Antip Efremov e da sua moglie Varvara Ananyeva. Impegnato il primo nei propri affari e la seconda nelle cure di un figlioletto più giovane, il piccolo Ivan fu lasciato praticamente solo, ma crebbe nondimeno robusto nel corpo e agile nella mente. Della sua vigoria fisica si racconta che fosse in grado di raddrizzare con le proprie mani un ferro di cavallo e, per lo sviluppo intellettuale, che avesse imparato a leggere a 4 anni e che a 6 fosse già un divoratore dei romanzi d'avventura di Jules Verne.
Iniziò la scuola a Berdjans'k, in Ucraina, dove la sua famiglia si era trasferita nel 1914, ma tre anni dopo, con l'avvento della Rivoluzione russa, i genitori divorziarono e, nel 1919, dovette seguire a Cherson la madre che qui sposò un comandante dell'Armata Rossa. Affidato dapprima alle cure di una zia materna, che però morì poco dopo di tifo, il giovane Ivan si ricongiunse alla madre e alle truppe che presero poi stanza sull'Istmo di Perekop. Una grave ferita patita in quegli anni gli provocò un leggero difetto di pronuncia che lo afflisse poi per tutta la vita. "Congedato", nel 1921 lasciò la Crimea e raggiunse Pietrogrado (attuale San Pietroburgo), dove completò la scuola nautica (1923) diventando marinaio dopo essersi adattato a ogni genere di lavoro per potersi mantenere (scaricatore di porto, taglialegna, meccanico e macchinista).

### Paleontologia e tafonomia
Grazie all'ascendente dello zoologo e accademico Pëtr Petrovič Sushkin si avvicinò alla paleontologia e nel 1924, al termine della stagione nautica, si iscrisse alla facoltà di biologia dell'Università Statale di San Pietroburgo, ma trascurò poi gli studi universitari prendendo tuttavia parte a numerose spedizioni paleontologiche nella regione del Volga, sugli Urali, in Siberia, nell'Asia centrale e in Estremo Oriente. Dopo aver diretto un laboratorio di ricerca all'Istituto di paleontologia, nel 1935 si laureò all'Istituto minerario di San Pietroburgo. Andò quindi a vivere a Mosca, seguendo l'Istituto di paleontologia che vi era stato trasferito, e nel 1941 conseguì il dottorato in scienze biologiche.
In quegli anni, da un primo articolo del 1940 al saggio del 1950 (premio 'Stalin' del '52), Efremov si occupò soprattutto dell'elaborazione, definizione e sviluppo di una nuova disciplina scientifica: la tafonomia, una specifica branca della paleontologia dedicata allo studio della formazione e conservazione dei fossili. Il testo finale, sostanzialmente già pronto nel 1943, non poté essere pubblicato se non dopo la guerra; il che permise ad Efremov di ampliare i suoi princìpi mediante il confronto teoretico con altri scienziati, e dar applicazione alle sue tesi nel corso di tre spedizioni paleontologiche (1946, 1948 e 1949) nel deserto del Gobi in Mongolia. Ampia diffusione ebbe il resoconto che ne fece pubblicando, nel '56, La Strada dei Vènti: i fossili di cui vi parla vennero poi trasferiti e ancor oggi si conservano nel Museo Orlov. 

### Narrativa e fantascienza
Nel 1942, durante una malattia, la mai sopita passione per la letteratura (e la fantascienza in particolare) indusse Efremov a cimentarsi nella scrittura di alcuni testi che suscitarono il plauso dello scrittore Aleksej Nikolaevic Tolstoj. La sua prima raccolta di racconti fu così pubblicata nel 1944; nel 1946 uscì la seconda, Almaznaia Truba ("la condotta di diamante"), in cui prediceva lo sviluppo dell'industria diamantifera nella Russia siberiana.
Del 1957 è il suo romanzo più popolare, La nebulosa di Andromeda (Tumannost' Andromedy), quasi una risposta in positivo alla distopia di libri come il Noi di Zamjatin e Il mondo nuovo di Aldous Huxley. Storia di un utopico genere umano affratellato nello sviluppo delle scienze e del benessere sociale, il romanzo fu tradotto in numerose lingue e letto da milioni di persone consacrando la fama di Efremov come scrittore; nello stesso tempo segnò un'epoca influenzando la successiva produzione fantascientifica (la c.d. "seconda ondata di fantascienza russa") non solo sovietica. Nel 1967 ne fu ricavato anche un film di successo, Tumannost Andromedy. Plenniki Zheleznoi Zvezdy ("La nebulosa di Andromeda. Prigionieri della Stella Ferrea"), che però non soddisfece Efremov.
Nel 1963 scrisse il romanzo Lezvie britvy ("Il filo del rasoio"), tutto imperniato sulla mente umana.
All'epoca la propaganda sovietica cercò di sfruttare la popolarità di Efremov presentando i suoi libri come una descrizione idealistica del comunismo, ma l'autore non si lasciò coinvolgere nell'operazione, non si iscrisse mai al Partito Comunista (precludendosi così ogni possibilità di carriera) e nei suoi scritti non mancarono allusioni ai problemi sociali di Cina, USA e Unione Sovietica. A quel punto, quando nel 1968 pubblicò il romanzo Čas byka ("L'ora del toro") con la sua dittatura oligarchica tanto simile al neostalinismo brezneviano, Efremov richiamò su di sé l'attenzione del KGB, che lo interrogò e perquisì il suo appartamento sequestrando testi e manoscritti. Il libro fu bandito da scuole e biblioteche e da allora la censura lo osteggiò impedendogli di pubblicare ogni altro testo e sorvegliandolo fino alla morte, avvenuta quattro anni dopo a Leningrado (attuale San Pietroburgo) per un attacco di cuore.
L'ultimo libro di Efremov, Tais afinskaia ("Taide di Atene"), illustra la sua visione dell'armonia fra gli uomini attraverso la storia della leggendaria etera ateniese Taide. Dedicato alla moglie Taisia Iosifovna Efremova, fu pubblicato postumo.
I fratelli Strugackij furono i principali "eredi" di Efremov e riconobbero sempre la loro ammirazione per le sue opere. Fëdor Simeonovč Kivrin, uno dei personaggi più amati del loro romanzo Lunedì inizia sabato (1964), è ispirato direttamente a Efremov.
Disse di lui Boris Strugatskij in un'intervista del 20.12.2006: «Efremov era un uomo-rompighiaccio. Ha spaccato i ghiacci apparentemente indistruttibili della "teoria del campo ravvicinato". Ha dimostrato come la moderna fantascienza possa e debba essere scritta, e in questo senso ha aperto una nuova era della SF sovietica. Naturalmente, questi erano già tempi del tutto nuovi, l'epoca della glaciazione staliniana stava volgendo al termine e ritengo che anche senza la "Nebulosa" la SF sovietica avrebbe intrapreso una nuova strada. Ma l'apparizione della "Nebulosa" è diventata il simbolo della nuova era, il suo marchio, il suo stendardo in un certo senso. Senza di essa, i germogli del nuovo avrebbero dovuto farsi strada in condizioni più difficili e probabilmente il disgelo nella nostra SF sarebbe avvenuto più tardi».

## Opere
(elenco parziale)

### Testi scientifici
Le pubblicazioni scientifiche di Efremov superano il centinaio e sono quasi tutte in russo. 
- (RU)  con Aleksej Petrovič Bystrov, "Benthosuchus sushkini Efr.-labirintodont iz ėotriasa reki Šaržengi" (Il Benthosuchus Sushkini Efremovi - Un labirintodonte dall'Eotriassico del fiume Šaržengi), in Trudy Paleontologicheskogo Instituta AN SSSR, n. 10, 1940, pp. 1–152.
- (EN)  "Taphonomy: new branch of paleontology", in Pan-American Geologist Journal, vol. 74 (settembre 1940), pp. 81–93. Consultabile on line.
- (RU)  "Tafonomija i geologičeskaja letopis" (Tafonomia e documentazione geologica), in Trudy Paleontologicheskogo Instituta AN SSSR, n. 24, 1950, pp. 1–178.

### Narrativa
- Incontro su Tuscarora (Встреча над Тускаророй, 1944), traduzione di M. Gavioli, Galassia 33, Casa Editrice La Tribuna, 1963
- La nebulosa di Andromeda (Туманность Андромеды, 1957), Giangiacomo Feltrinelli Editore, Milano, 1960; tradotto anche come Viaggio nell'antispazio e L'amore creativo.
- Navi di stelle (Звездные корабли), romanzo breve, in 14 racconti di fantascienza russa, a cura di Jacques Bergier, Giangiacomo Feltrinelli Editore, Milano, 1961
- Cor Serpentis (Сердце Змеи, 1959), romanzo breve, in La formula dell'impossibile, Fantascienza Sovietica 5, Edizioni FER, 1967
- Tais l'ateniese (Таис Афинская, 1972), traduzione di Svetlana Vittoria Madij e di Mariella Rossetti Giannisi, Gruppo Albatros Il Filo, 2013, ISBN 9788856760088

### Sceneggiatura
- The Andromeda Nebula (Туманность андромеды, 1967) tratto dall'omonimo racconto